# لیگ برتر فوتبال ایران ۸۳–۱۳۸۲
لیگ برتر فوتبال ایران ۸۳–۱۳۸۲ سومین دوره جام خلیج فارس و بیست و دومین دوره لیگ فوتبال ایران که توسط فدراسیون فوتبال ایران برگزار شد.
تیم پاس تهران برای پنجمین بار قهرمان این دوره از رقابت‌ها شد و به مسابقات لیگ قهرمانان آسیا ۲۰۰۵ راه پیدا کرد.

## تیم‌ها بر پایه استان
| استان       | تعداد تیم‌ها | تیم‌ها                                          |
| ----------- | ----------- | ---------------------------------------------- |
| تهران       | ۵           | استقلال ، پرسپولیس ، پاس تهران ، پیکان ، سایپا |
| خوزستان     | ۲           | فولاد ، استقلال اهواز                          |
| اصفهان      | ۲           | سپاهان ، ذوب آهن                               |
| فارس        | ۲           | فجر سپاسی ، برق شیراز                          |
| گیلان       | ۱           | پگاه                                           |
| خراسان رضوی | ۱           | ابومسلم                                        |
| مازندران    | ۱           | شموشک                                          |

## جدول لیگ
| رتبه | تیم           | بازی | برد | مساوی | باخت | گل زده | گل خورده | گل تفاضل | امتیاز | صعود یا سقوط                                |
| ---- | ------------- | ---- | --- | ----- | ---- | ------ | -------- | -------- | ------ | ------------------------------------------- |
| ۱    | پاس           | ۲۶   | ۱۵  | ۸     | ۳    | ۴۸     | ۲۹       | ۱۹+      | ۵۳     | صعود به مرحله گروهی لیگ قهرمانان آسیا ۲۰۰۵  |
| ۲    | استقلال       | ۲۶   | ۱۴  | ۹     | ۳    | ۴۶     | ۳۱       | ۱۵+      | ۵۱     |                                             |
| ۳    | فولاد         | ۲۶   | ۱۳  | ۸     | ۵    | ۳۷     | ۲۲       | ۱۵+      | ۴۷     |                                             |
| ۴    | ذوب‌آهن        | ۲۶   | ۱۱  | ۷     | ۸    | ۳۲     | ۲۵       | ۷+       | ۴۰     |                                             |
| ۵    | پرسپولیس      | ۲۶   | ۱۰  | ۹     | ۷    | ۴۲     | ۲۸       | ۱۴+      | ۳۹     |                                             |
| ۶    | سپاهان        | ۲۶   | ۱۱  | ۶     | ۹    | ۴۷     | ۳۶       | ۱۱+      | ۳۹     | صعود به مرحله گروهی لیگ قهرمانان آسیا ۲۰۰۵۱ |
| ۷    | پیکان         | ۲۶   | ۸   | ۸     | ۱۰   | ۲۴     | ۲۶       | ۲−       | ۳۲     |                                             |
| ۸    | استقلال اهواز | ۲۶   | ۷   | ۱۰    | ۹    | ۳۵     | ۴۳       | ۸−       | ۳۱     |                                             |
| ۹    | پگاه          | ۲۶   | ۸   | ۶     | ۱۲   | ۲۷     | ۴۲       | ۱۵−      | ۳۰     |                                             |
| ۱۰   | ابومسلم       | ۲۶   | ۶   | ۱۱    | ۹    | ۲۵     | ۲۶       | ۱−       | ۲۹     |                                             |
| ۱۱   | فجر سپاسی     | ۲۶   | ۶   | ۱۱    | ۹    | ۲۷     | ۳۵       | ۸−       | ۲۹     |                                             |
| ۱۲   | برق شیراز     | ۲۶   | ۵   | ۹     | ۱۲   | ۲۷     | ۴۷       | ۲۰−      | ۲۴     |                                             |
| ۱۳   | سایپا         | ۲۶   | ۳   | ۱۲    | ۱۱   | ۲۳     | ۳۶       | ۱۳−      | ۲۱     | سقوط به لیگ آزادگان ۸۴–۱۳۸۳                 |
| ۱۴   | شموشک         | ۲۶   | ۴   | ۸     | ۱۴   | ۱۹     | ۳۳       | ۱۴−      | ۲۰     | سقوط به لیگ آزادگان ۸۴–۱۳۸۳                 |

| قهرمان لیگ برتر فوتبال ایران ۸۳–۸۲ |
| ---------------------------------- |
| پاس تهران                          |
| اولین قهرمانی                      |

## جدول نتایج
Last updated May 12, 2004
| میزبان ╲ میهمان | مسلم | برق | است | اهواز | شمک | پاس | پیک | پرس | پگا | سای | سپا | فول | فجر | ذوب |
| ابومسلم         |      | ۱–۱ | ۰–۱ | ۴–۲   | ۳–۰ | ۱–۱ | ۱–۰ | ۰–۱ | ۳–۰ | ۱–۲ | ۰–۰ | ۲–۲ | ۱–۰ | ۱–۰ |
| برق شیراز       | ۰–۰  |     | ۰–۲ | ۳–۴   | ۲–۱ | ۱–۳ | ۲–۱ | ۰–۰ | ۳–۲ | ۲–۱ | ۱–۵ | ۲–۰ | ۰–۲ | ۱–۲ |
| استقلال         | ۳–۳  | ۲–۲ |     | ۲–۱   | ۲–۱ | ۰–۱ | ۲–۲ | ۱–۱ | ۳–۲ | ۳–۲ | ۲–۱ | ۳–۱ | ۳–۲ | ۱–۰ |
| استقلال اهواز   | ۲–۱  | ۲–۰ | ۲–۱ |       | ۱–۲ | ۲–۳ | ۰–۰ | ۱–۱ | ۱–۱ | ۱–۱ | ۲–۰ | ۲–۲ | ۳–۰ | ۰–۱ |
| شموشک نوشهر     | ۰–۰  | ۰–۰ | ۱–۲ | ۳–۰   |     | ۰–۰ | ۱–۰ | ۰–۱ | ۰–۰ | ۲–۳ | ۲–۲ | ۱–۲ | ۰–۰ | ۱–۰ |
| پاس             | ۱–۱  | ۱–۱ | ۲–۲ | ۵–۰   | ۲–۱ |     | ۲–۰ | ۴–۳ | ۲–۰ | ۱–۰ | ۲–۱ | ۲–۱ | ۳–۲ | ۰–۰ |
| پیکان           | ۱–۰  | ۳–۱ | ۱–۱ | ۱–۲   | ۲–۰ | ۳–۱ |     | ۲–۱ | ۱–۰ | ۱–۱ | ۱–۱ | ۰–۰ | ۰–۰ | ۰–۳ |
| پرسپولیس        | ۰–۰  | ۴–۰ | ۱–۲ | ۰–۰   | ۲–۱ | ۱–۲ | ۰–۰ |     | ۸–۲ | ۲–۰ | ۳–۳ | ۱–۰ | ۵–۲ | ۲–۱ |
| پگاه گیلان      | ۱–۰  | ۳–۲ | ۰–۱ | ۳–۰   | ۲–۱ | ۱–۰ | ۰–۲ | ۰–۰ |     | ۰–۰ | ۳–۱ | ۱–۱ | ۰–۰ | ۲–۱ |
| سایپا           | ۱–۱  | ۰–۰ | ۰–۳ | ۱–۱   | ۰–۰ | ۱–۳ | ۰–۱ | ۳–۲ | ۱–۲ |     | ۱–۲ | ۰–۰ | ۱–۱ | ۱–۳ |
| سپاهان          | ۳–۰  | ۲–۰ | ۰–۰ | ۴–۲   | ۳–۰ | ۳–۴ | ۲–۱ | ۱–۲ | ۳–۰ | ۱–۱ |     | ۲–۱ | ۳–۱ | ۲–۱ |
| فولاد           | ۲–۰  | ۳–۰ | ۱–۱ | ۲–۲   | ۲–۰ | ۲–۱ | ۲–۰ | ۱–۰ | ۴–۱ | ۱–۰ | ۱–۰ |     | ۳–۰ | ۰–۰ |
| فجر سپاسی       | ۱–۰  | ۰–۰ | ۲–۲ | ۱–۱   | ۰–۰ | ۱–۱ | ۲–۱ | ۱–۱ | ۲–۱ | ۱–۱ | ۲–۱ | ۱–۲ |     | ۲–۰ |
| ذوب‌آهن          | ۱–۱  | ۳–۳ | ۲–۱ | ۱–۱   | ۲–۱ | ۱–۱ | ۱–۰ | ۱–۰ | ۲–۰ | ۱–۱ | ۳–۱ | ۰–۱ | ۲–۱ |     |

منبع: http://www.iplstats.com/
۱تیمهای میزبان در جدول عمودی و میهمان در جدول افقی.
رنگ ها: آبی = برد در خانه خود; زرد = مساوی; قرمز = باخت در خانه خود.

## آمار بازیکنان

### گلزنان
| نام بازیکن     |    | تیم           |
| -------------- | -- | ------------- |
| علی دایی       | ۱۶ | پرسپولیس      |
| آرش برهانی     | ۱۲ | پاس تهران     |
| رضا عنایتی     | ۱۱ | استقلال       |
| جواد نکونام    | ۱۰ | پاس تهران     |
| مهدی رجب زاده  | ۹  | ذوب آهن       |
| امیر خلیفه‌اصل  | ۹  | استقلال اهواز |
| خداداد عزیزی   | ۹  | پاس           |
| بهمن طهماسبی   | ۸  | پیکان         |
| پژمان نوری     | ۸  | پگاه گیلان    |
| ایمان مبعلی    | ۸  | فولاد         |
| رسول خطیبی     | ۸  | سپاهان        |
| ایمان رزاقی‌راد | ۸  | ابومسلم       |
| آدریانو آلوز   | ۸  | استقلال اهواز |

## داوران
| #  | داوران           | تعداد قضاوت در این فصل |
| -- | ---------------- | ---------------------- |
| ۱  | علی خسروی        | ۱۷                     |
| ۲  | جلال مرادی       | ۱۷                     |
| ۳  | مسعود مرادی      | ۱۶                     |
| ۴  | رحیم رحیمی‌مقدم   | ۱۶                     |
| ۵  | محسن ترکی        | ۱۳                     |
| ۶  | خداداد افشاریان  | ۱۳                     |
| ۷  | فریدون اصفهانیان | ۱۲                     |
| ۸  | هدایت ممبینی     | ۱۱                     |
| ۹  | محسن قهرمانی     | ۱۱                     |
| ۱۰ | حسین یدی         | ۹                      |
| ۱۱ | سیامک بخشی       | ۹                      |
| ۱۲ | حسن نوشه‌ور       | ۸                      |

| #  | داوران                   | تعداد قضاوت در این فصل |
| -- | ------------------------ | ---------------------- |
| ۱۳ | نوید مظفری               | ۵                      |
| ۱۴ | فرج‌اله یثربی             | ۵                      |
| ۱۵ | محمود رفیعی              | ۳                      |
| ۱۶ | شاهین حاج‌بابایی          | ۱                      |
| ۱۷ | مصطفی گوجلو              | ۱                      |
| ۱۸ | زاهد بحرینی              | ۱                      |
| ۱۹ | منوچهر نظری              | ۱                      |
| ۲۰ | حسن نوشهری               | ۱                      |
| ۲۱ | سعادت باغبان             | ۱                      |
| ۲۲ | پائولو مانوئل گومز کاستا | ۱                      |
| ۲۳ | حسین چنگی                | ۱                      |